# Mihalovics Árpád László
Mihalovics Árpád László (Ózd, 1949. május 19. –) nyelvész, műfordító, ny. egyetemi tanár.

## Család
Szülei Mihalovics Árpád és Zsóry Ilona. Felmenői felvidéki (Gömör vm.) molnárok, iparosok voltak.
1975-ben kötött házasságot, felesége Lengyel Alojzia Mária (1950) orosz-német szakos középiskolai tanár,
művelődéstörténész.
Gyermekei: Mihalovics Natália Alojzia (1977) és Mihalovics Péter Árpád (1983).

## Tanulmányok
Általános- és középiskolai tanulmányait szülővárosában végezte. Érettségi után a debreceni Kossuth Lajos Tudományegyetem Bölcsészettudományi Karán folytatta tanulmányait, ahol 1973-ban kapta meg orosz nyelv és irodalom – francia nyelv és irodalom szakos középiskolai tanári oklevelét. 1977-ben ugyanitt bölcsészdoktori címet szerzett. 
Tanárai voltak Dombrovszky József, Papp Ferenc, Dezső László, Herman József és Kiefer Ferenc.
1988-ban nyelvtudományból kandidátusi fokozatot szerzett (MTA-TMB). 
1999-ben a pécsi Janus Pannonius Tudományegyetemen habilitált nyelvtudományból.
Több alkalommal volt kutatói ösztöndíjasként Moszkvában, Párizsban, Brüsszelben és Trentóban.

## Életút
1973-ban pályáját a salgótarjáni Bolyai János Gimnáziumban kezdte, ahol egy évet tanított orosz és francia nyelvet.
1974-1998 között a nyíregyházi Bessenyei György Tanárképző Főiskola oktatója: 10 évet az Orosz Nyelv és Irodalom Tanszéken, 14 évet a Francia Nyelv és Irodalom Tanszéken tanított, utóbbinak alapító tanszékvezetője volt. 1992-1998 között az intézmény tudományos és külügyi főigazgató-helyettese.
1992-1998 között Nyíregyháza Mj. Város Külügyi Bizottságának elnöke volt.
1993-1995 között három félévben a Trieste-i Egyetem Nemzetközi és Diplomáciai Tudományok Intézetében vendégtanárként francia politikai és diplomáciai nyelvet tanít, majd 1998-2000 között négy féléven át a párizsi Université Sorbonne Nouvelle – Paris 3 vendégprofesszora, ahol magyar nyelvészeti tárgyakat és fordításstilisztikát oktat és ugyanitt a Centre Interuniversitaire d’Études Hongroises igazgatóhelyettese.
2000-2012 között a veszprémi székhelyű Pannon Egyetem Francia Nyelv és Irodalom Tanszékén dolgozik tanszékvezető egyetemi tanárként, majd az intézmény Fordító- és Tolmácsképző Intézetének igazgatójaként. Ugyanitt a Nyelvtudományi Doktori Iskola oktatója és a Szaknyelvi kommunikáció doktori alprogram vezetője (2003-2011). Az általa vezetett alprogram keretében tizenöt fő szerzett PhD-fokozatot. Több hazai és külföldi egyetemen volt doktori szigorlati és bizottsági tag vagy elnök.
2002-2007 között a Veszprémi Egyetem (2006-tól Pannon Egyetem) Bölcsészettudományi Karának oktatási és külügyi dékánhelyettese, majd 2007-2011 között az intézmény nemzetközi ügyekért felelős rektorhelyettese. 
Másodállásban hat félévet francia politikai és diplomáciai nyelvhasználatot tanított a győri Széchenyi István Egyetemen.
Kutatási területe: francia nyelvészet, pragmatika, nyelvtipológia, kontrasztív nyelvészet, politikai és diplomáciai nyelvhasználat. 
2013 óta nyugdíjasként nyelvtudományi tárgyakat tanított a Miskolci Egyetem BTK Fordító- és Tolmácsképző Intézetében, valamint a Veszprémi Érseki Hittudományi Főiskolán. 
Az utóbbi években szépirodalmi fordítással foglalkozik: négy francia regényt fordított le magyar nyelvre.

## Kitüntetései
- A Magyar Érdemrend lovagkeresztje (2010)
- A Magyar Érdemrend tisztikeresztje (2024)

### Publikációi
98 tanulmány és 3 könyv a nyelvtudomány, a felsőoktatás és a kultúra témakörében.

### Nyelvismerete
francia (felsőfok), orosz (felsőfok), olasz (középfok), latin (alapfok).

## Művei
- Melléknévi vonzatok és mellékneves szószerkezetek öt nyelven (magyar, angol, francia, német, orosz). Társszerzőkkel. Tankönyvkiadó, Budapest, 1989, 323 p.
- Volonté et volition: l’expression de la volonté dans les relations interpersonnelles. In: XVI. Congrès International des Linguistes. Paris, 1997, Oxford: Elsevier Sciences, 1997. (CD-ROM).
- Az akarat (volitio) nyelvi kifejezése az interperszonális kapcsolatokban (Szintaxis – szemantika – pragmatika). Az MTA Sz.-Sz.-B. Megyei Tudományos Testületének Közleményei, Bessenyei Könyvkiadó, 1998, 241 p.
- Quelques traits caractéristiques des textes diplomatiques. In: Revue d’Études Françaises. 2001/6, 109-118.
- Hétnyelvű politikai és diplomáciai glosszárium (magyar, angol, francia, német, olasz, orosz, finn) (Főszerkesztő Révay Valériával), Aula Kiadó, Budapest, 2002, 516 p.
- A francia a társadalmi érintkezés, a diplomácia és a nemzetközi kommunikáció nyelve. In: Élő Jászkunság 2004/1, 77-88.
- Politikai és diplomáciai nyelvhasználat / Langage politique et diplomatique. Pannon Egyetemi Kiadó, Veszprém, 2006, 236 p.
- Les difficultés de traduction: le cas des titres et des rangs de noblesse utilisés dans la Monarchie austro-hongroise. In: Ezikovedska: Lingvisticni i sociokulturni problemi na prevoda. Universitet Sv. Kliment Orchidsky, Sofia, 2009.
- Les actes de langage directifs d’un discours diplomatique. In: Studia Universitatis Babeš-Bolyai, Philologia 3/2010, 263-272.
- Diplomácia és nyelvhasználat. In: Dobos Csilla (szerk.), Szaknyelvi kommunikáció. Tinta Könyvkiadó, Budapest – Miskolc, Miskolci Egyetem, Miskolc, 2010, 311-342.